# Prise de Ceuta (1415)
Pour les articles homonymes, voir Siège de Ceuta.
Maroc portugais
La bataille de Ceuta est une bataille opposant le sultanat de Mérinide  au royaume de Portugal en 1415 qui marque le début de l'expansion portugaise, en particulier du Maroc portugais, mais aussi le début de la période des grandes découvertes maritimes. En effet, jusque-là, les découvertes de nouveaux territoires étaient le fait d'aventuriers ; à partir de Ceuta, les voyages sont organisés et réalisés pour le compte d'un État.

## Motivations
De nombreuses raisons motivent les dirigeants portugais, des raisons économiques, stratégiques, politiques, sociales et religieuses. Il faut d'abord replacer l'entreprise dans le contexte particulier du Portugal : la Reconquista est terminée, le territoire portugais est formé alors que son voisin espagnol, comme le reste de l'Europe, est encore plongé dans les guerres. La poursuite de la Croisade contre les Maures se poursuit naturellement de l'autre côté de la Méditerranée. Le Portugal a pour cela le soutien du pape.  
Ceuta est l'endroit idéal pour cela: point stratégique à l'entrée du Détroit de Gibraltar permettant de contrôler le trafic maritime et de lutter contre les Génois et la piraterie barbaresque. C'est aussi là qu'aboutissent les caravanes chargées d'or venu du  Soudan. Il s'agit donc de doubler les espagnols sur le territoire africain. 
Le roi Jean Ier, pressé par ses fils, craint pourtant de ne pas avoir suffisamment de ressources en cas d'attaque de la part du royaume de Castille. L'expédition serait pourtant un bon moyen de satisfaire une noblesse portugaise désœuvrée et contestataire, en lui offrant de nouvelles terres à conquérir.

## Préparatifs
Le projet naît quatre ans auparavant à Torres Vedras. Le roi Jean Ier envoie d'abord à Ceuta deux personnalités en mission d'espionnage : le prieur des Hospitaliers, Alvaro Gonçalves Gemello et le chef de la marine (le Capitão-mor do mar), Afonso Furtado de Mendonça (en) effectuent un repérage précis des lieux. Un conseil réuni à Sintra étudia le résultat de la mission et décida l'invasion. 
Pour des raisons stratégiques, le plus grand secret entoure les préparatifs. De nombreux navires qui ne manqueront pas d'intriguer doivent être construits. D'autres sont empruntés en Galice, en France, en Angleterre et même en Allemagne. L’infanterie fut recrutée par les princes et réunie à Porto. On organise même des entreprises de diversion pour tromper les Cours européennes. Les trois fils aînés du roi, Édouard, Henri et Pierre participent activement à ces préparatifs. 
De nombreux membres de la haute aristocratie portugaise du XVe siècle mais aussi étrangère participent à cette expédition avec leurs propres troupes.

## Expédition
Une flotte quittant Porto en mai 1415 rejoint d'abord Lisbonne, avant de poursuivre sa route vers Lagos. Avant de mourir, la reine Philippa de Lancastre aura juste le temps de bénir ses enfants et de leur conseiller le jour de la Saint-Jacques pour attaquer.  
Ce jour-là, le 25 juillet 1415, 250 navires de transport (dont 33 gros vaisseaux), transportant 50 000 hommes quittent Lisbonne pour Lagos où est divulgué publiquement pour la première fois le but de l'expédition, ainsi que la bulle papale accordant sa bénédiction aux participants. La flotte rejoint Faro, puis Tarifa avant de traverser le détroit dans la nuit du 9 août. Elle arrive à Algésiras le 10 et à Ceuta le 12 août.
Le mauvais temps disperse la flotte et une partie se retrouve à Malaga. Ce n'est que le 20 août que toute la flotte est réunie au large de Ceuta. Ces fausses alertes auraient désordonné la défense de la ville. 
Le 21 août, commence le débarquement sous le commandement probable d'Henri; celui-ci ne rencontre pas de résistance de la part des Maures. La garnison de la ville de Ceuta tente de fermer les portes mais les troupes portugaises sont plus rapides pour l'en empêcher. Pendant la matinée du 22 août, Ceuta tombe entre les mains des Portugais. Beaucoup d'habitants prennent la fuite avec le gouverneur Salah Ben Salah.  
Le 24, on consacre la mosquée en église où une première messe est célébrée ; les trois princes de l’Illustre Génération (en) sont faits chevaliers par leur père. Une garnison de 2 700 hommes reste à Ceuta. Des ecclésiastiques sont chargés de convertir les Maures. L'anglais François Aymar (pt) est nommé évêque de Ceuta. L'infant Henri est chargé de la défense de la place forte. La ville restera longtemps aux mains des Portugais du fait de la division des seigneurs marocains. 
Cette première conquête fournit un grand butin parce que le commerce de Ceuta est florissant. Elle est la première possession portugaise en Afrique et devient le point de départ de l’exploration du continent africain. Cette victoire fournit au Portugal la confiance et l'impulsion nécessaires pour de nouvelles conquêtes : après avoir lutté durant tant de siècles contre les musulmans en péninsule ibérique, la lutte se poursuit à l'extérieur, mais il ne faut pas oublier que les véritables motivations restent politiques et économiques.

### Sources et bibliographie
- (pt)/(en) Cet article est partiellement ou en totalité issu des articles intitulés en portugais « Conquista de Ceuta » (voir la liste des auteurs) et en anglais « Conquest of Ceuta » (voir la liste des auteurs).
- Michel Vergé-Franceschi, Henri le navigateur. Un découvreur au XVe siècle, Paris, Félin, 5 juin 1998, 442 p. (ISBN 2-86645-159-7)
- (pt) Joaquim Ferreira, História de Portugal
- Antoine de la Sale, Le Réconfort de Madame de Fresne, vers 1457 Il s'agit du seul témoignage existant d'un participant à l'assaut chrétien de 1415.
- (pt) Gomes Eanes de Zurara, Crónica da Tomada de Ceuta
- (pt) Gomes Eanes de Zurara, Crónica de Dom Pedro de Meneses
- (pt) Livro da guerra de Ceuta, vers 1460
- Arkan Simaan, L'écuyer d'Henri le Navigateur, Harmattan